# Trick (Zirkus)
Ein Trick im Zirkus oder im Varieté ist ein schnell ablaufendes Kunststück eines Artisten (Akrobatik, Tierdressur, Jongliertrick, Zauberkunst etc.), dessen Erfolg oder Misserfolg sofort ersichtlich ist und daher zum Applaus führen soll. Es gibt angekündigte Tricks, deren Ausgang mit Spannung erwartet wird, und überraschende Tricks. 
Eine Zirkusnummer verbindet in der Regel mehrere Tricks. Mit dem Trick sind spezifische Rituale verbunden wie zum Beispiel die vorgängige Erklärung durch einen Moderator, ein Trommelwirbel zur Steigerung der Spannung, die Bekräftigung des Gelingens durch Tusch oder Fanfare in der Zirkusmusik beziehungsweise das Kompliment als Dank für den Applaus durch die Artisten oder Tiere.

## Geschichte und Theorie
Manche Tricks, etwa der Zaubertrick, verdanken ihre Wirkung der Verblüffung über das Ergebnis. Bis zum 18. Jahrhundert glaubte man noch an Hexerei. Seit der Aufklärung wird der Glaube an eine rationale Erklärung stärker, und der Respekt vor Magie weicht der Frage: „Wie ist es gemacht?“ Figuren wie Alessandro Cagliostro stehen an der Schwelle zwischen der älteren und der neueren Auffassung. Seit der Romantik wird wieder gerne an Zauberei geglaubt, allerdings im Bewusstsein, dass es sich um eine Illusion handelt (siehe Willentliche Aussetzung der Ungläubigkeit). 
Im Sprechtheater (siehe Extempore) und in der klassischen Musik ist der Trick als übertriebene Eitelkeit des Ausführenden und als Unterbrechung der Darbietung zumeist geächtet. Im Jazz kann nach einem gelungenen Solo applaudiert werden. Auch in Oper und Ballett ist Szenenapplaus üblich, wobei man hier zumeist das Ende der Nummer abwartet.
Ansätze zu einer Theorie des Zirkustricks gab es in der Fachliteratur der sozialistischen Länder. Dies hing mit dem Formalismusstreit in den 1950er Jahren zusammen, in dem es unter anderem darum ging, ob Kunst eine „Montage der Attraktionen“ sei, also aus einer Reihung von Tricks bestehe.
Wie in den Darstellenden Künsten spricht man auch beim Kartenspiel und im Zusammenhang mit Sportarten von Tricks, siehe Skateboardtrick oder Snowboardtrick.